# Montanino Nuvoli
Montanino Nuvoli (Porto Torres, 2 gennaio 1931 – Sassari, 4 ottobre 1997) è stato un canottiere italiano.

## Biografia
Nato nel 1931 a Porto Torres, in provincia di Sassari, era fratello di Salvatore Nuvoli, anche lui canottiere partecipante alle Olimpiadi, quattro anni dopo di lui, a Melbourne 1956.
Tesserato per la Canottieri Bucintoro di Venezia, a 21 anni partecipò ai Giochi olimpici di Helsinki 1952, nell'otto, insieme ad Attorrese, Baldan, Bozzato, Dalla Puppa, Enzo, Nardin, Smerghetto e al timoniere Ghiatto, arrivando terzo nei quarti di finale con il tempo di 6'17"0 dietro a Unione Sovietica, poi argento, e Ungheria (passavano il turno le prime due), ma non superando poi il primo ripescaggio, secondo in 6'15"8 dietro alla Germania, unica ad accedere al secondo ripescaggio.
Morì nel 1997, a 66 anni.